# Velhas Conquistas

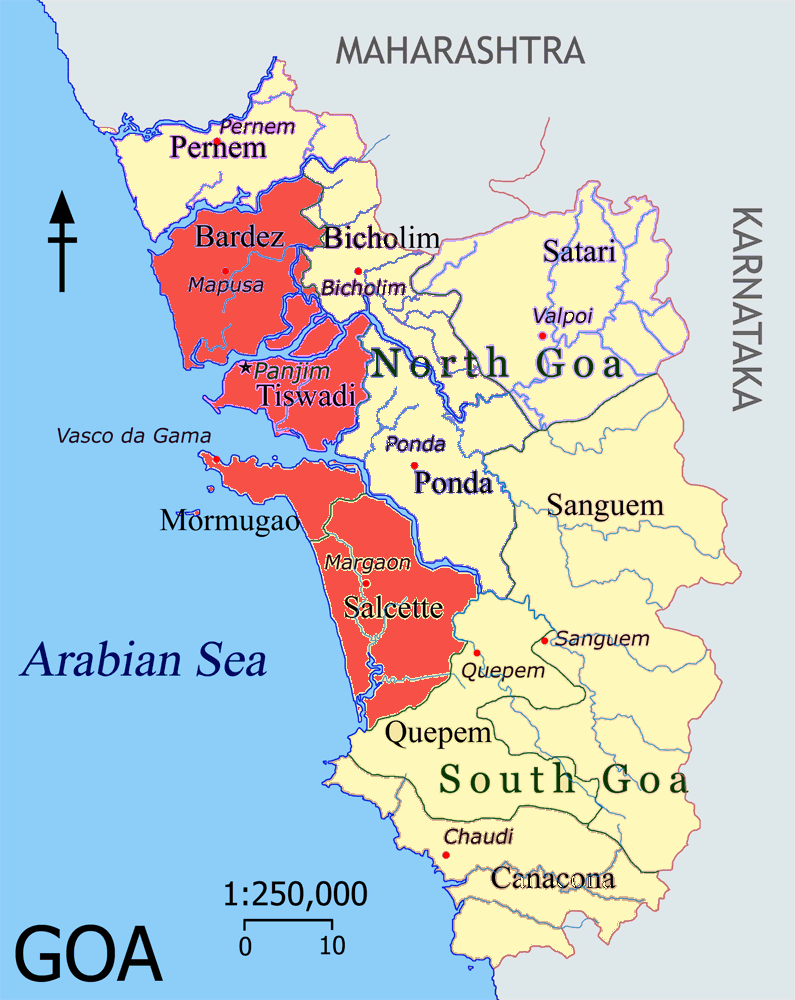
Goa al suo apice sotto l'occupazione portoghese. Le Velhas Conquistas sono evidenziate in rosso.

Le Velhas Conquistas o “Vecchie Conquiste” erano un gruppo di quattro concelhos o distretti amministrativi a Goa che sono stati incorporati nell'India Portoghese nel XVI secolo. Essi costituiscono le parti più antiche, essendo stati acquistati nel 1510 e negli anni immediatamente successivi.
I quattro concelhos delle Velhas Conquistas erano: Ilhas de Goa (o Tiswadi), Bardez, Mormugao e Salcette.
Nella scrittura di indirizzi postali, veniva abbreviato V.C..
Le Velhas Conquistas formano la parte centrale di Goa. Esse sono anche le aree più sviluppate di Goa.